# جافا تايم
جافا تايم هي شركة مقاهي سعودية، مقرها الرئيسي في الرياض. تأسست عام 1999 على يد ثلاثة شركاء أحدهم عبد الله الدويش.

## معنى الاسم
تعني كلمة «جافا» بالإنجليزية نوع من القهوة (وقد استخدمت من قبل ذلك للدعاية للغة البرمجة جافا)، أما كلمة «تايم» فمعناها الوقت. والتميز هُنا ارتباط القهوة بالوقت.